# Oksana Bulgakowa
Oksana Bulgakowa (* 18. Februar 1954 in Nikopol, Sowjetunion) ist eine deutsche Filmwissenschaftlerin. 

## Werdegang
Bulgakowa absolvierte 1977 ein fünfjähriges Studium der Filmtheorie und -geschichte am Allunionsinstitut für Kinematographie (WGIK) in Moskau und folgte anschließend ihrem Ehemann Dietmar Hochmuth in die DDR, wo sie einen Szenaristenlehrgang an der Hochschule für Film und Fernsehen in Potsdam-Babelsberg abschloss.
1982 promovierte sie an der Humboldt-Universität zu Berlin zum Dr. phil. im Fach Theorie der Darstellenden Künste. Als Wissenschaftliche Mitarbeiterin arbeitete sie für Institutionen wie das Institut für Darstellende Künste, die Forschungsgruppe Film an der Akademie der Künste der DDR (1984–1990). Nach dem Mauerfall war sie bei den Freunden der Deutschen Kinemathek und beim Internationalen Forum des Jungen Films (1990–1993), der Förderungsgesellschaft wissenschaftliche Neuvorhaben (1994–1996) und an der Ruhr-Universität Bochum am Lotman-Institut für Russische und Sowjetische Kultur (2002–2005) tätig.
Oksana Bulgakowa lehrte an der Humboldt-Universität, der Theaterhochschule Leipzig und der Freien Universität Berlin. Als Gastprofessorin lehrte sie an den Universitäten Stanford University (1998–2004) und University of California, Berkeley (2004), bevor sie 2004 als Professorin an die Internationale Filmschule Köln berufen wurde.
Sie war bis zu ihrer Emeritierung 2019 Professorin für Filmgeschichte und Filmanalyse an der Johannes Gutenberg-Universität Mainz. Von 2008 bis 2011 leitete sie das Institut für Filmwissenschaft & Mediendramaturgie, bevor dieses mit anderen Instituten zu dem Institut für Film-, Theater- und empirische Kulturwissenschaft zusammengeschlossen wurde, dessen Geschäftsführende Direktorin sie bis 2014 war.

## Werk
Im Mittelpunkt von Bulgakowas wissenschaftlichen und editorischen Arbeit stehen Leben und Werk von Sergej Eisenstein. Sie verfasste und edierte Bücher über den Regisseur und Theoretiker. Ferner erforschte sie ausgewählte Aspekte der russisch-sowjetischen Filmgeschichte.
Sie war auch Kuratorin einiger Ausstellungen (u. a. „Moskau – Berlin, Berlin – Moskau, 1990 – 1950“, Martin-Gropius-Bau, Berlin 1995; „Sergei Eisenstein: The Mexican Drawings“, Antwerpen 2009).
Darüber hinaus erarbeitete sie als Autorin und Regisseurin die Filmessays Die verschiedenen Gesichter des Sergej Eisenstein (in Zusammenarbeit mit Dietmar Hochmuth) und Stalin – Eine Mosfilmproduktion (in Zusammenarbeit mit Frieda Grafe und Enno Patalas) sowie The Factory of Gestures. Body Language in Film (2008).

## Filmografie
- 1988: In einem Atem (Drehbuch mit Dietmar Hochmuth)